# بولتسمان (دهانه)

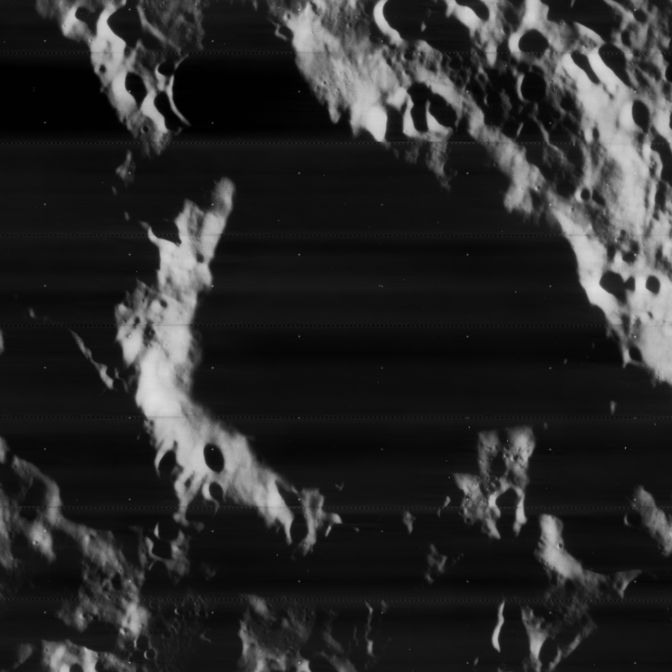
تصویر دهانه بولتزمان در قطب جنوب ماه

بولتزمان یک دهانه قدیمی بر روی کره ماه است، که در نزدیکی قطب جنوب ماه قرار دارد و در شمال دهانه دریگالسکی و شرق دهانه لو ژنتیل.